# Zalamea la Real
Zalamea la Real és un municipi de la província de Huelva, a la comunitat autònoma d'Andalusia. Pertany al partit judicial de Valverde del Camino. La vila de Zalamea la Real comprèn les aldees: Las Delgadas, Montesorromero, Marigenta, El Pozuelo, El Villar, El Buitrón i Membrillo Alto.

## Demografia
| 1996 | 1998 | 1999 | 2000 | 2001 | 2002 | 2003 | 2004 | 2005 | 2006 |
| ---- | ---- | ---- | ---- | ---- | ---- | ---- | ---- | ---- | ---- |
| 3545 | 3489 | 3497 | 3455 | 3547 | 3548 | 3534 | 3523 | 3547 | 3611 |

## Llocs d'interés
- Jaciment arqueològic d'El Pozuelo
- Església de Nostra Senyora de l'Assumpció